# Robert John Burke
Robert John Burke (Nova Iorque, 12 de setembro de 1960) é um ator norte-americano.

## Carreira
Os papéis de Burke na televisão incluem Mickey Gavin em Rescue Me, Bart Bass em Gossip Girl, Kidnapped, Six Degrees, Law & Order e Capitão Ed Tucker da IAB em Law & Order: Special Victims Unit, Oficial Patrick Simmons em Person of Interest, Sex and the City e The Sopranos.
O trabalho cinematográfico de Burke começou como ator regular nos filmes independentes de Hal Hartley, colega de faculdade, como The Unbelievable Truth de 1989. Burke apareceu ao lado da atuação indicada ao Oscar de Laura Dern no filme Rambling Rose de 1991. Ele voltou a trabalhar com Hartley em 1992 no Festival de Cannes, com o filme indicado à Palma de Ouro Simple Men. Ele também apareceu no filme de Hartley de 1995, Flirt. Burke assumiu o papel principal de Peter Weller em RoboCop 3.
Ele estrelou o filme Dust Devil de Richard Stanley em 1993, e no filme de 2001 No Such Thing. Em 1996, ele interpretou o papel principal na adaptação cinematográfica de Thinner de Stephen King. Em 2004, Burke interpretou o Sr. Neck no filme independente Speak. Em 2005, Burke teve um papel no thriller psicológico Hide and Seek.
Ele atuou nos filmes indicados ao Oscar Munich dirigido por Steven Spielberg e Good Night, and Good Luck, dirigido por George Clooney. Em 2008, ele interpretou James Mattis, General Comandante da 1ª Divisão de Fuzileiros Navais na minissérie da HBO Generation Kill. Burke também interpretou o General Ned Almond, comandante da 92ª Divisão, Buffalo Soldiers, no filme de Spike Lee Miracle at St. Anna (2008). Ele apareceu no filme de 2012 Safe. Ele interpretou o chefe de polícia de Colorado Springs no filme de Spike Lee BlacKkKlansman (2018).
Em 2015 e 2017, ele apareceu em três episódios de Last Week Tonight with John Oliver, uma vez parodiando seu papel em Law & Order. Burke contracena com Frieda Pinto no thriller da Netflix Intrusion. Em 2022, ele interpretou o agente da CIA Smitty em Black Panther: Wakanda Forever. Em seguida, apareceu ao lado de Keira Knightley em um remake do drama policial The Boston Strangler.

## Filmografia (seleção)
- 1981: The Chosen
- 1986: Nightmare Weekend
- 1989: The Unbelievable Truth
- 1991: Rambling Rose
- 1992: Simple Men
- 1993: A Far Off Place
- 1993: RoboCop 3
- 1993: Tombstone
- 1994: RoboCop vs. the Terminator
- 1995: Crazy for a Kiss
- 1996: Thinner
- 1996: Fled
- 1996: Killer: A Journal of Murder
- 1997: Cop Land
- 1998: Midnight Flight
- 2001: No Such Thing
- 2002: Confessions of a Dangerous Mind
- 2003: Piggie
- 2004: Connie and Carla
- 2004: Speak
- 2004–2007: Rescue Me
- 2005: Munique
- 2005: Good Night, and Good Luck.
- 2005: Hide and Seek
- 2006: The Ex
- 2006–2007: Kidnapped
- 2007–2008: Law & Order: Special Victims Unit
- 2008: Miracle at St. Anna